# Gran Premi de l'Azerbaidjan
El Gran Premi de l'Azerbaidjan (en àzeri Azərbaycan Qran Prisi) és una carrera vàlida pel campionat mundial d'automobilisme de Fórmula 1, que es disputa a l'Azerbaidjan des de l'any 2017. Es disputa al Circuit urbà de Bakú a Bakú.
El 2017 i 2021, el circuit és disputat en Juny, en 2018 i 2019, fou disputat en Abril. En 2020, el gran premi va ser cancel·lat degut a pandèmia de COVID-19.

## Guanyadors del Gran Premi de l'Azerbaidjan
| Any  | Pilot                           | Equip                           | Circuit                         | Resultats                       |
| ---- | ------------------------------- | ------------------------------- | ------------------------------- | ------------------------------- |
| 2021 | Sergio Pérez                    | Red Bull Racing - Honda         | Circuit urbà de Bakú            | Resultats                       |
| 2020 | El Gran Premi va ser cancel·lat | El Gran Premi va ser cancel·lat | El Gran Premi va ser cancel·lat | El Gran Premi va ser cancel·lat |
| 2019 | Valtteri Bottas                 | Mercedes                        | Circuit urbà de Bakú            | Resultats                       |
| 2018 | Lewis Hamilton                  | Mercedes                        | Circuit urbà de Bakú            | Resultats                       |
| 2017 | Daniel Ricciardo                | Red Bull Racing - Tag Heuer     | Circuit urbà de Bakú            | Resultats                       |